# Rivai Apin
Rivai Apin (ur. 30 sierpnia 1927, zm. 21 kwietnia 1995 w Dżakarcie) – indonezyjski poeta i publicysta.
Redagował czasopismo kulturalne „Zaman Baru” i był współtwórcą grupy literackiej Angkatan 45 (Pokolenie 45), powstałej po ogłoszeniu niepodległości Indonezji. Pisał również eseje literackie oraz działał w teatrze i filmie.